# Vizbegovo
Vizbegovo (en macédonien Визбегово, en albanais Vizbegu) est un village situé à Boutel, une des dix municipalités spéciales qui constituent la ville de Skopje, capitale de la Macédoine du Nord. Le village comptait 2817 habitants en 2002. Il se trouve au nord de l'agglomération de Skopje, à laquelle il est presque intégré. Il est d'ailleurs construit à l'intérieur du périphérique de la ville. Il est majoritairement macédonien.

## Démographie
Lors du recensement de 2002, le village comptait :
- Macédoniens : 2 695
- Albanais : 650
- Serbes : 46
- Roms : 16
- Bosniaques : 14
- Valaques : 5
- Turcs : 3
- Autres : 14